# FMK charmy2
『FMK charmy2』（エフエムケイ チャーミーチャーミー）は、2010年4月2日から2022年9月30日までエフエム熊本（FMK）で放送されていたラジオ番組。タイトルは、エフエム熊本公式サイトなどのテキストにおいては上付き文字の「2」が「2」の字で表記される。
当初は前番組『FMK MAGICAL FRIDAY』と同じく毎週金曜 8:20 - 10:35（日本標準時）に放送されていたが、2011年4月1日放送分をもって7:30放送開始となり、終了時刻も後に10:29に変更された。

## 出演者

### パーソナリティ
- 緒方仁深

### オフィス・デリバリー担当
- 中華首藤[6] - 前番組『FMK MAGICAL FRIDAY』から引き続き出演。
- だんす[7] - この人物がリポーターを務めていた当時、コーナー名は「だんすの玄米さらりオフィスデリバリー」となっていた。
- 幸栄[8][9]
- たろまる[10]

### その他の主な出演者
- 大平みな[11]